# Českomoravská (stanice metra)
Českomoravská (zkratka CE) je stanice pražského metra na trase B. Byla otevřena 22. listopadu 1990 jako východní konečná stanice prodloužení z Florence. Je pod Drahobejlovou ulicí v Libni. Českomoravská zůstala konečnou stanicí až do prodloužení linky B na Černý Most dne 8. listopadu 1998. V lednu 2025 se stanice uzavřela na jedenáct měsíců z důvodu kompletní rekonstrukce a vlaky stanicí projíždějí.
Před otevřením byl její pracovní název Zápotockého. V roce 2002 byla zasažena povodněmi. Blízko stanice se nachází O2 arena a nákupní centrum Galerie Harfa, nedaleko též železniční stanice Praha-Libeň a Praha-Vysočany.

## Charakter stanice

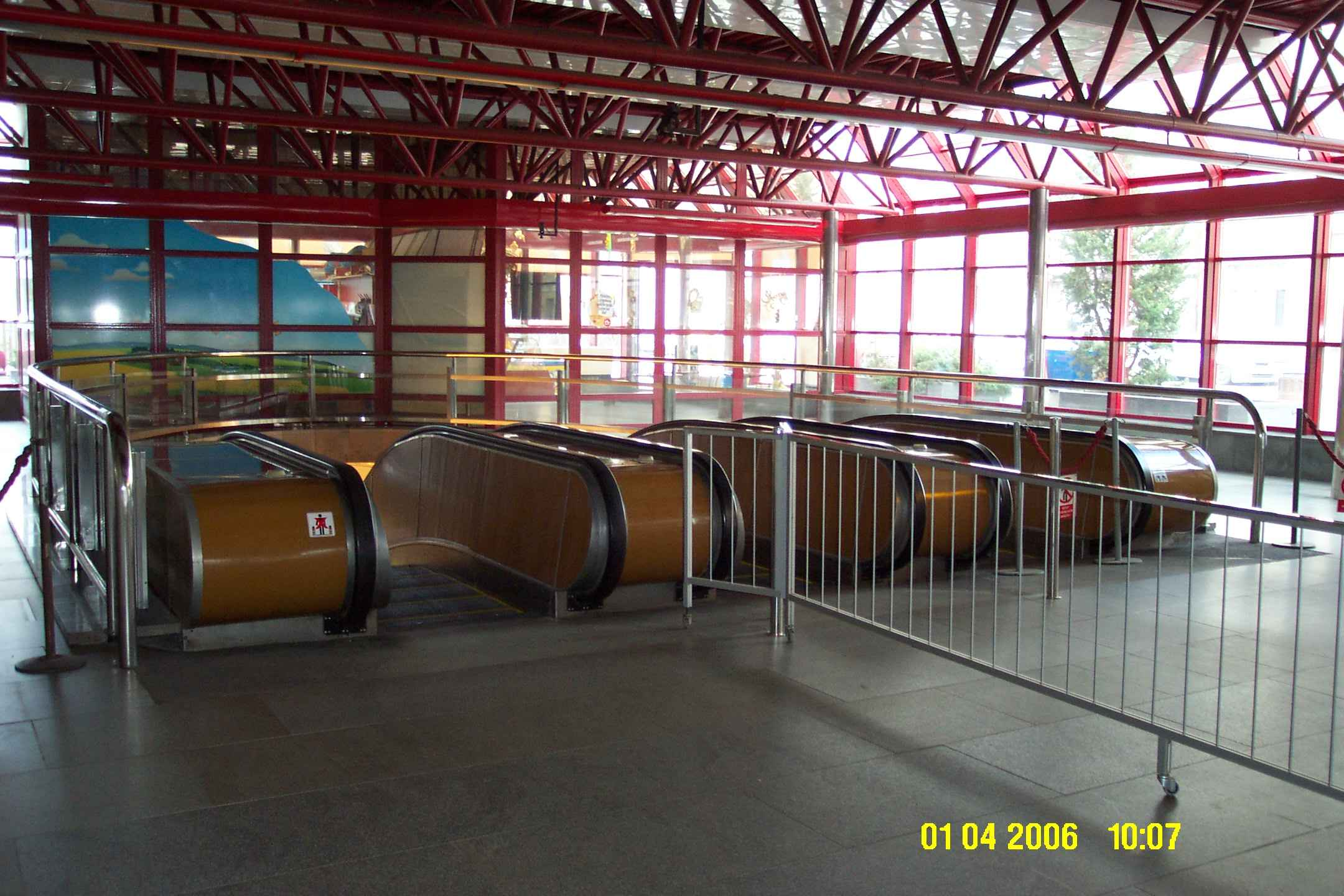
Povrchový vestibul

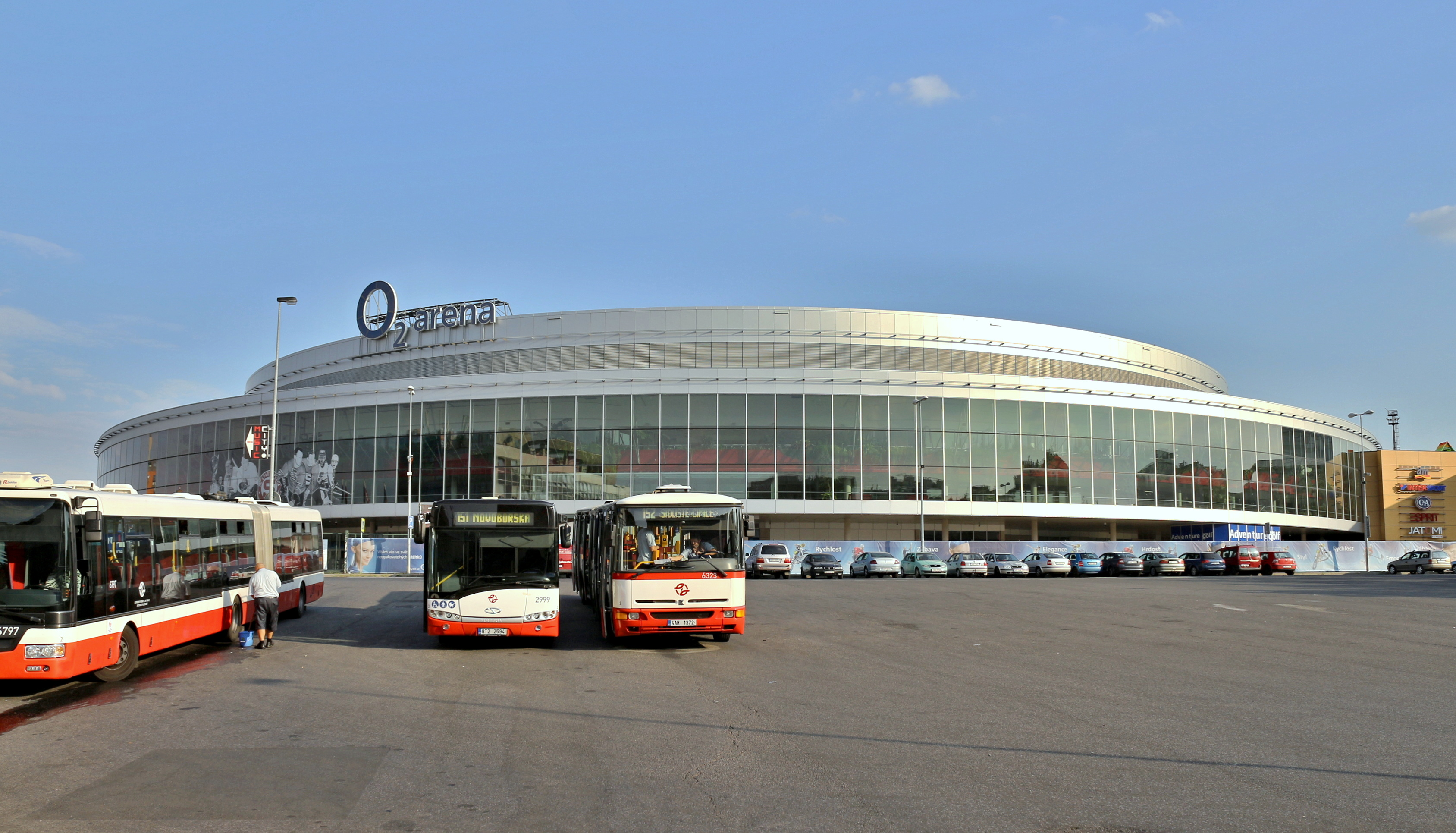
Autobusový terminál a O2 aréna

Stanice je ražená, pilířová s trojlodní konstrukcí se zkrácenou střední lodí, celková její délka činí 184 m. Z toho nástupiště tvoří zhruba 100 m, široké je 18,6 m. Je založena 25,8 m pod povrchem Drahobejlovy ulice v Libni.
Českomoravská má jeden výstup s jedním povrchovým vestibulem. Ten je železobetonový a prosklený, dvoupodlažní konstrukce. S nástupištěm jej spojuje tříramenný hlubinný eskalátor. Součástí povrchového vestibulu je také terminál autobusové dopravy, konkrétně dvou městských linek obsluhujících severovýchod Prahy a jedné příměstské linky do Brandýsa nad Labem-Staré Boleslavi. Do prodloužení linky B na Černý Most (1998) a zejména linky C do Letňan (2008) zde bylo ukončeno mnohem více linek.
Obkladem stanice jsou bílé glazované dlaždičky, na stěnách za nástupišti je pak pod nápisem stanice umístěn podklad ve višňově červené barvě. Dlaždičky jsou zde rozděleny do velkých polí oddělených spárami také s višňově červenou barvou.
Na rozdíl od ostatních stanic metra pražského typu je u Českomoravské jinak provedeno obložení pilířů. Svým tvarem více připomínají tvar skutečného ostění, které je zhruba v polovině boku pilíře lomené, u drtivé většiny stanic na lince B jsou pilíře z boku zaoblené.
Za stanicí se nachází směrem na Černý Most odstavná kolej (umístěna mezi těmi běžně používanými), která slouží pro občasné obracení a odstavování vlaků (mezi lety 1990 a 1998 sloužily pro obracení všech vlaků, mezi lety 1998 a 2008 k obracení zde ukončených souprav). V případě uzavření úseku metra IV. B, který za stanicí pokračuje východním směrem, tedy může Českomoravská sloužit jako konečná stanice.
Od 6. ledna 2025 je cca na 11 měsíců stanice v rekonstrukci, vlaky stanicí projíždějí v obou směrech.
V květnu 2025 rada městské části Praha 9 podpořila návrh společnosti Bestsport ze skupiny PPF na přejmenování stanice na název Arena Praha. Proti návrhu vznikla petice za zachování dosavadního názvu. Místopisná komise rady hl. m. Prahy po dohodě s organizací ROPID doporučila název Arena Libeň.